# Nélida Bilbao
Nélida Bilbao (9 de enero de 1915, Buenos Aires, Argentina - 14 de agosto de 1990, Buenos Aires, Argentina), fue una actriz argentina.

## Carrera
Considerada una de las actrices más elegantes del cine argentino, inició su carrera como extra en 1938 dirigida por Manuel Romero en "Mujeres que trabajan", con Niní Marshall, Mecha Ortiz y Tito Lusiardo; luego tuvo pequeños papeles en varias películas generalmente protagonizadas por Luis Sandrini, Libertad Lamarque y Olinda Bozán como "Jettatore" y "Mi suegra es una fiera". En 1939 acompañó a Niní Marshall en "Cándida" y "Divorcio en Montevideo", donde sus labores comenzaron a ser mayores. En sus primeros films figuró con el nombre de Elly Nolbi.
En 1941 realizó un personaje juvenil en "Novios para las muchachas", con Silvia Legrand y Mirtha Legrand y en 1944 tuvo su protagónico estelar en "El muerto falta a la cita", también se destacó en "La gata", junto a Zully Moreno, La juventud manda, ¿Vendrás a medianoche? y Derecho viejo, con Juan José Míguez. Además escribió el argumento que sirvió como base en el film Caballito criollo. Luego de realizar la filmación de la inconclusa película Un guapo del 900 su carrera tuvo un parétesis, reincorporándose en 1963 en Las modelos, que fue su último filme, dirigido por Vlasta Lah.
En cuanto a su vida privada estuvo en pareja con el doctor Julio Amoedo, quien posteriormente se casaría con otra actriz de breve carrera: Paloma Cortez.
Después de más de 25 años de retiro, falleció el 14 de agosto de 1990 en Buenos Aires a los 70 años de edad. Sus restos descansan en el panteón de la Asociación Argentina de Actores del Cementerio de la Chacarita

## Filmografía
- Reportaje en el infierno (1959)
- Las modelos (1963)
- Un guapo del 900 (inconclusa - 1952)
- Derecho viejo (1951)
- ¿Vendrás a medianoche? (1950)
- La gata (1947)
- El muerto falta a la cita (1944)
- La verdadera victoria (1944)
- Un atardecer de amor (1943)
- Valle negro (1943)
- La juventud manda (1943)
- Incertidumbre (1942)
- La novela de un hombre pobre (1942)
- La maestrita de los obreros (1942)
- Yo conocí a esa mujer (1942)
- El más infeliz del pueblo (1941)
- Novios para las muchachas (1941)
- Mi fortuna por un nieto (1940)
- Pueblo chico, infierno grande (1940)
- Ha entrado un ladrón (1940)
- El astro del tango (1940)
- La modelo y la estrella (1939)
- La vida es un tango (1939)
- Mi suegra es una fiera (1939)
- Divorcio en Montevideo (1939)
- Los apuros de Claudina (1938)
- Jettatore (1938)
- Mujeres que trabajan (1938)

## Televisión
- 1973: Aquellos que fueron
- 1960: ¡No me digas que no!.
- 1954/1955: Nosotros dos, con Hugo Pimentel.
- Casos y Cosas de Casa.

## Teatro
- Nuestra Natacha (1973), bajo dirección de Edgardo Cané.
- Mucha leche empalaga (1953), junto a Fernando Siro y Fernando Heredia.